# Богдихан
Богдихан, або Богдохан (монг. богдо-хан — священний хан) — титул китайських імператорів, який вживався з 13 століття після встановлення в Китаї монгольської династії. 
У 1911—1924 роках також світський титул голови ламаїстської буддійської церкви в Монголії, Богдо-хана.